# A. Albert
A. Albert was een Frans rugbyspeler.

## Carrière
Albert werd tijdens de Olympische Zomerspelen 1900 werd hij met zijn ploeggenoten kampioen. Albert speelde als halfback. 

## Erelijst

### Met Frankrijk
- Olympische Zomerspelen: 1900